# Caso Ivens Mendes
O Caso Ivens Mendes, ocorrido em 1997, foi um episódio nunca devidamente esclarecido de suposta corrupção e influência política no futebol brasileiro.

## As gravações
No dia 7 de Maio de 1997, o Jornal Nacional da TV Globo divulgou gravações de telefonemas que desvendariam um esquema de corrupção dentro da CBF, supostamente envolvendo venda de resultados de jogos de futebol e financiamento de campanhas políticas. O pivô do caso foi Ivens Mendes, que era desde 1988 presidente da CONAF (Comissão Nacional de Arbitragem de Futebol), órgão encarregado de escalar árbitros para as competições de futebol organizadas pela CBF.
Numa das gravações, uma voz, identificada como a de Mendes, pedia 25 mil reais, supostamente ao presidente do Athletico/PR, Mario Celso Petraglia, e ainda insinuava que o seu clube poderia ser beneficiado pela arbitragem no jogo contra o Vasco pela Copa do Brasil. A partida foi realizada no dia 3 de Abril de 1997, em Curitiba, e o Atlético/PR ganhou por 3 a 1, tendo o árbitro Oscar Roberto de Godói expulsado o atacante Edmundo, do Vasco.
Em outra gravação, a mesma voz pedia ajuda financeira ao presidente do Corinthians, Alberto Dualib, o qual teria inclusive mencionado "um, zero, zero" (cem mil reais) como valor a ser pago.
Nos dois casos, o dinheiro seria utilizado na campanha de Ivens Mendes a Deputado Federal em 1998, por Minas Gerais.
No dia seguinte, Ivens Mendes pediu afastamento de seu cargo na CONAF, declarando-se inocente no caso, mas alegando que sua família estava sofrendo ameaças.

## A Subcomissão da Câmara
No dia 14 de Maio, a Comissão de Educação, Cultura e Desporto da Câmara Federal criou uma Subcomissão Especial para investigar o assunto, a pedido do Deputado Lindberg Farias.
Um dos integrantes da Subcomissão, o então deputado Eurico Miranda (mais tarde seria presidente do Vasco), tentou suspender uma das semifinais da Copa do Brasil, entre Grêmio e Corinthians, já que o Corinthians havia eliminado o Atlético/PR, o qual eliminara o Vasco em circunstâncias suspeitas. Mas a CBF manteve o jogo para a data marcada.
Dualib, que a princípio havia declarado "não saber de nada", disse à Subcomissão que sua relação com Mendes era pessoal, não envolvendo o Corinthians. Petraglia disse que foi coagido por Mendes a prometer dinheiro para a sua campanha, mas negou ter participado de qualquer esquema de fraudes.
Ao todo, a Subcomissão Especial promoveu 8 audiências públicas, mas não chegou a ouvir Ivens Mendes, que se recusou a comparecer. Os trabalhos da Subcomissão nunca foram oficialmente concluídos, não existindo um relatório final, mas apenas uma minuta bastante genérica e que não chegou a ser votada.

## Os Resultados
Na Justiça Comum, o processo não foi adiante, já que os únicos indícios de crime foram apontados por gravações clandestinas, portanto ilegais. Os jornalistas responsáveis pelas gravações chegaram a ser indiciados, mas acabaram beneficiados por prescrição.
O STJD (Supremo Tribunal de Justiça Desportiva) baniu Ivens Mendes do futebol. Os dirigentes Mário Celso Petraglia (Atlético/PR) e Alberto Dualib (Corinthians) foram impedidos de representar seus clubes perante a CBF, mas a decisão não afetou a participação dos mesmos nas respectivas diretorias. O Athletico/PR foi formalmente "suspenso por um ano", mas não deixou de participar de nenhuma competição em função disso. Apenas começou o Campeonato Brasileiro de 1997 com 5 pontos negativos, como punição por sua participação no caso.
Diante do escândalo, a CBF cancelou o rebaixamento de Fluminense e Bragantino, que haviam sido os últimos colocados no Campeonato Brasileiro de 1996 e, pelo menos em tese, deveriam disputar a Série B em 1997. A medida acabou desviando as  atenções dos clubes envolvidos no esquema. Sem rebaixados, o Brasileirão de 1997 teve 26 clubes, dois a mais que nos anos anteriores.
Ivens Mendes morreu alguns anos depois do caso.